# Max Salminen
Max Salminen (Lund, 22 settembre 1988) è un velista svedese.

## Palmarès

### Olimpiadi
- 1 medaglia:
  - 1 oro (Londra 2012 nella classe Star)

### Mondiali
- 1 medaglia:
  - 1 oro (Balatonföldvár 2017 nella classe Finn)